# Erika Ender
Erika María Ender Simoes (Ciudad de Panamá, Panamá; 21 de diciembre de 1974), más conocida artísticamente como Erika Ender, es una cantautora panameña de ascendencia estadounidense y brasileña. Es mayormente conocida por su larga trayectoria como compositora, y ha compuesto canciones para múltiples artistas tanto de habla hispana como inglesa y portuguesa, entre esas el éxito mundial Despacito junto al cantante Luis Fonsi. 
Considerada como una de las más exitosas compositoras de música de América Latina, sus canciones se han editado en más de 160 álbumes de estudios, y más de cuarenta han estado en el puesto uno de listas de éxitos musicales. También se ha desempeñado como cantante, y a la fecha ha publicado cinco álbumes de estudio. Ha sido galardonada por múltiples distintivos como los Premios Grammy Latinos, las revistas People en Español y Forbes, y el Salón de la Fama de los Compositores Latinos. Asimismo, ha obtenido logros en el ámbito hispano como ser la primera compositora hispana en recibir una nominación a la categoría canción del año en los Premios Grammy, hecho dado por co-componer el éxito mundial Despacito de Luis Fonsi. En sus composiciones ha explorado distintos géneros musicales, como la balada romántica, la salsa, la música regional mexicana, el reguetón y el pop latino.
En su trayectoria como actriz, en 2015 tuvo una pequeña aparición en la serie de Netflix Bloodline. El mismo año también participó de manera recurrente en el programa de telerrealidad panameño Brilla por ti. En sus primeros años de carrera era imagen de varias campañas publicitarias.[cita requerida]
Como filántropa, ha ayudado en obras de caridad en Panamá. En 2009 creó la Fundación Puertas Abiertas, que ayuda a erradicar la explotación infantil y brinda oportunidades a niños y adolescentes en alto riesgo a través de la música y las artes.

## Biografía

### 1974-1996: primeros años e inicios como cantante
| «Tengo videos de cuando tenía 2 años y le pedía a mi familia que se sentara y viera el espectáculo que tenía durante el día, además de hacerlo en la escuela desde que tenía cinco años. Siempre fui muy disciplinada y enfocada; Me lo tomé muy en serio. He estado escribiendo canciones desde que tenía nueve años y juntando melodías y letras desde que tengo memoria. Luego crecí y comencé una carrera formal a los 16 años». —Ender sobre su infancia en The Wimn. |

Erika María Ender Simoes nació el 21 de diciembre de 1974 en la Ciudad de Panamá, hija de un padre estadounidense y una madre brasileña, ambos médicos. Tiene una hermana llamada Ilka Ender, quien fue su representante artística durante un tiempo. Debido su familia multicultural creció con distintas influencias musicales, y aprendió inglés y portugués. Desde pequeña mostró interés por la música, y a los 9 años empezó a componer canciones. A los 16 años ganó un concurso de poesía a nivel nacional. Hizo su debut en 1992 al cantar como solista en el programa de televisión venezolano Sábado Sensacional, que se encontraba en Panamá debido a una gira en América Latina en conmemoración del V Centenario del Descubrimiento de América. En él cantó la canción de tamborera «He Estado en Panamá», posteriormente grabada en un disco de larga duración como sencillo promocional, que también representó a Panamá en la Exposición Universal de Sevilla de 1992, que ayudó a promover el turismo en su país durante ese año. Por tal hecho fue invitada a eventos como la Cumbre de Presidentes Centroamericanos. Además de eso, la Cadena de las Américas la consideró «La Cara de Panamá», y empezó a viajar constantemente y cantar de manera formal. A los 18 años comenzó sus estudios universitarios de comunicación social, y la escogieron para participar en el Festival OTI de la Canción con una canción escrita por ella llamada «Mar adentro», y ganó en el Festival Nacional de la Tamborera como mejor intérprete con la canción «Panamá la verde» de Carl Ender. El mismo año grabó un álbum de canciones tradicionales panameñas titulado La nueva parranda de Toby Muñoz. Poco después inició en la televisión al ser contratada por la Televisora Nacional como presentadora y productora de segmentos de televisión. De 1995 a 1996 trabajó en Telemetro en el programa El mix del fin de semana, también como presentadora y productora, donde entrevistó a personalidades como Air Supply, Gilberto Santa Rosa y Shakira. En 1996 dejó la televisión e hizo su debut teatral como protagonista en la obra José El Sonador dirigida por Bruce Quinn, como la narradora. El mismo año se unió a la orquesta de Rubén Blades y participó en presentaciones de su álbum La rosa de los vientos. También sirvió de corista en la canción del último «No voy a dejarte arder» y en la producción Carnival de Sting.

### 1998: traslado a Estados Unidos e inicio en la composición
En marzo de 1998 se mudó a Miami, Estados Unidos. Desde ese momento empezó a componer por su cuenta y con otras personas canciones para diferentes artistas. De 1998 a 1999 fue presentadora del programa de Discovery Channel Vida en línea. Durante ese periodo también sirvió como imagen de campañas publicitarias como para Miami Herald, Florida Lottery y Americatel con Don Francisco. En 1999 fue objeto de interés por parte de productores mexicanos y suramericanos, lo que permitió que sus canciones fueran grabadas por artistas de dichas regiones. En el 2000 compuso la versión en inglés de la canción «A puro dolor» de Son by Four titulada «Purest of Pain», escrita en español por Omar Alfanno. El mismo año coescribió junto con Donato Póveda las canciones «Ay mama» y «Candela» de Chayanne, pertenecientes al álbum Simplemente, que la hicieron ganadora del premio American Society of Composers, Authors and Publishers (ASCAP) en la categoría mejor canción pop balada del año. «Candela» también le permitió su primer ingreso a la lista Billboard 200 de Billboard. Los años posteriores continuó con sus composiciones, de las cuales muchas lograron las primeros posiciones en las listas de música, como «Te necesito» de OV7 (2001), «Otra vez» de Melina León (2001) y «Bésame» de Azúcar Moreno (2002). Otros artistas para los que compuso incluyen a Alejandro Montaner en su álbum Todo lo que tengo, Eduardo Verástegui, Elvis Crespo y Jaci Velásquez. En enero de 2004 lanzó la canción «Cheque al portador», producida por ella misma junto con Alejandro Jaén, con la que representó a Panamá en el XLV Festival Internacional de la Canción de Viña del Mar, siendo la primera participación del país en el certamen.

## Composiciones
Como cantante ha lanzado 5 discos compactos, 3 de ellos internacionales, en una variedad de géneros como el Pop, Rock, Tropical y Regional Mexicano. Su versatilidad musical ha hecho posible que estrellas como: Daddy Yankee, Chayanne, Gloria Trevi, Ednita Nazario, Gilberto Santa Rosa, Ana Bárbara, Víctor Manuelle, Los Horóscopos de Durango, Milly Quezada, Elvis Crespo, Giselle, Melina León, Ha*Ash, Luis Enrique, Luis Fonsi, Malú, Jaci Velásquez o Azúcar Moreno, interpreten sus canciones.
Su carrera como cantautora incluye los álbumes: Ábreme la puerta, Cueste lo que cuesto y En concierto. Primeros lugares con sencillos como "Cheque al portador", "Ábreme la puerta" (ambos del 2004), "Luna Nueva" (2006), "Masoquista" (2009),¿Quién me escucha? "Quién sale no entra" (2006), "Cade?" y "Sigo caminando", estrenado en la Gala Final de Idol Puerto Rico 2012, entre otros, la han llevado a presentarse en múltiples países donde ha compartido su música, talento y carisma.
Un gran logro como compositora fue cuando en 2004 su tema "Cheque al portador", le permitiera clasificar en el reconocido Festival Internacional de la Canción de Viña del Mar, en el cual representó a su natal Panamá, por vez primera en 45 años desde que iniciara dicho evento en febrero de 1960.
A comienzos de 2017 compone con Luis Fonsi la canción "Despacito", canción que ha dado la vuelta al mundo llegando a los más altos puestos de listas musicales en varios países.
En 2018 compone la canción "Agradecido" para el álbum homónimo del cantante y actor venezolano José Luis Rodríguez en su reaparición a los escenarios luego de su trasplante doble de pulmón en 2017.
Entre 2020 y 2021 colabora, junto con Grettel Garibaldi y el artista español Enrique Ramil, en la composición de temas originales para este último.

## Filmografía

### Actriz
Su versatilidad la ha llevado a interpretar diversas actuaciones en el cine y la televisión.
- Comerciales internacionales:

Miami Herald, Florida Lottery, MCI (junto a María Celeste Arrarás) y AmericaTel junto a Don Francisco. 
- Teatro Musical:

La Narradora de José, el Soñador, dirigida por el afamado Bruce Quinn.

### Juez o celebridad
- Idol Kids Puerto Rico (2012) (junto a Servando y Florentino, Edgardo Díaz y Carlos Ponce); producido por FreeMantle Media para Wapa TV Puerto Rico.
- Idol Puerto Rico (2011) (junto a Ricardo Montaner, Jerry Rivera y Carlos "Topy" Mamery); producido por FreeMantle Media para Wapa TV Puerto Rico.
- Batalla de las Américas (2009) junto a María Conchita Alonso y Julio Iglesias Jr. (MEGA TV - USA, CADENA 3 - México y Venevisión Internacional para América Latina).
- Dímelo bailando (2006) (Mega TV - USA).
- Vive la música en TVN Canal 2 - Panamá.

### Coproductora de programas
- La cuerda
- Vital (Mundo Fox, Canal 8, Miami, USA).

### Presentadora
- Vida@Línea (Vida en Línea): Discovery Channel USA e Iberoamérica (1998 - 1999).
- El mix del fin de semana: Telemetro Panamá (1995 - 1996).
- Salsarengue: Telemetro Panamá (1995)
- Son de sabor (segmento Son del patio): RPC TV Canal 4, Panamá (1994)
- Eventos especiales:  TVN Canal 2, (1993 - 1994).